# Pipolin (série)
Pipolin est la série-phare de la revue du même nom, Pipolin les gaies Images lancée par les éditions Vaillant en 1957. La série est dessinée par Eduardo Coelho, sur des textes de sa femme Gilda Teixeira Coelho. L'écrivaine Luda écrit également une dizaine d'histoires.

## Format
Pipolin n'est pas une bande dessinée à proprement parler, mais un récit illustré d'environ quarante dessins, s'étalant sur 6 ou 7 planches. Cela se réduit à 3 ou 4 planches à partir du n°51.

## Personnages
Pipolin est un lutin facétieux. Il est accompagné par deux jeunes enfants : Nouche, la fille et Jo, le garçon.

## Liste des publications

### Vaillant
- Pipolin le joyeux nain (dessins), publicité pour le lancement de Pipolin les gaies Images, n°647, 1957
- Pipolin les gaies images - Il s'imposait, vous l'attendiez, feuillet publicitaire avec dessin et demi-planche, n°647, 1957
- Un conte de Pipolin, de Jean Ollivier et illustré par Eduardo Coelho, n°751, 1959
- Le Quart-de-Nain et les vilains (titre et 3 dessins), rédactionnel de Jean Ollivier, n°762, 1959
- un gag de Pipolin, strip, n°765, 1960
- un gag de Pipolin, strip, n°769, 1960

### Pipolin les gaies Images
- Pipolin aux sports d'hiver (dessin), texte, n°27, 1959.
- Pipolin fête le 14 juillet (dessin de ?), couverture, n°46, 1961.

| N° de publication | Titre                                                 | Scénariste | Longueur                | Date de publication |
| ----------------- | ----------------------------------------------------- | ---------- | ----------------------- | ------------------- |
| Pipolin 1         | La Pêche miraculeuse de Pipolin                       | Coelho     | 7 planches + couverture | 10/1957             |
| P 2               | Pipolin et le sanglier solitaire                      | Coelho     | 7 planches + couverture | 11/1957             |
| P 3               | Les aventures de Pipolin et du nain qui avait trop bu | Coelho     | 7 planches + couverture | 12/1957             |
| P 4               | Les aventures de Pipolin et du petit chien Floc       | Coelho     | 7 planches + couverture | 01/1958             |
| P 5               | sans titre                                            | Coelho     | 7 planches + couverture | 02/1958             |
| P 6               | La Voiture de Pipolin                                 | Coelho     | 7 planches + couverture | 03/1958             |
| P 7               | Pipolin et le poisson d'avril                         | Coelho     | 7 planches + couverture | 04/1958             |
| P 8               | Pipolin et le trésor                                  | Coelho     | 7 planches + couverture | 05/1958             |
| P 9               | Pipolin et le fantôme !                               | Coelho     | 7 planches + couverture | 06/1958             |
| P 10              | Pipolin passe l'examen                                | Coelho     | 7 planches + couverture | 07/1958             |
| P 11              | Pipolin et la pêche miraculeuse                       | Coelho     | 7 planches + couverture | 08/1958             |
| P 12              | Pipolin visite le musée                               | Coelho     | 7 planches + couverture | 09/1958             |
| P 13              | L'Anniversaire de Pipolin                             | Coelho     | 7 planches + couverture | 10/1958             |
| P 14              | Pipolin et le magicien de la forêt                    | Coelho     | 7 planches + couverture | 11/1958             |
| P 15              | Le Noël de Pipolin                                    | Coelho     | 7 planches + couverture | 12/1958             |
| P 16              | L'Héritage de Pipolin                                 | Coelho     | 7 planches + couverture | 01/1959             |
| P 17              | Pipolin et la joyeuse mascarade                       | Coelho     | 7 planches + couverture | 02/1959             |
| P 18              | Les Aventures de Pipolin au zoo                       | Coelho     | 7 planches + couverture | 03/1959             |
| P 19              | La Fête dans la forêt                                 | Coelho     | 7 planches + couverture | 04/1959             |
| P 20              | Le Cirque est arrivé !                                | Coelho     | 7 planches + couverture | 05/1959             |
| P 21              | L'Île aux perroquets                                  | Coelho     | 7 planches + couverture | 06/1959             |
| P 22              | Pipolin devient chasseur                              | Coelho     | 7 planches + couverture | 07/1959             |
| P 23              | Pipolin découvre l'Italie                             | Coelho     | 7 planches + couverture | 08/1959             |
| P 24              | Un Retour mouvementé                                  | Coelho     | 7 planches + couverture | 09/1959             |
| P 25              | Le Rhume attaque Pipolin                              | Coelho     | 7 planches + couverture | 10/1959             |
| P 26              | Le Match de football                                  | Coelho     | 7 planches + couverture | 11/1959             |
| P 27              | Voici Noël                                            | Coelho     | 7 planches + couverture | 12/1959             |
| P 28              | Les Inventions de Pipolin                             | Coelho     | 7 planches + couverture | 01/1960             |
| P 29              | Pipolin et la rage de dents                           | Coelho     | 7 planches + couverture | 02/1960             |
| P 30              | Pipolin et les crêpes ensorcelées...                  | Coelho     | 7 planches + couverture | 03/1960             |
| P 31              | Pipolin et la gymnastique                             | Coelho     | 7 planches + couverture | 04/1960             |
| P 32              | Pipolin chez les cow-boys                             | Coelho     | 7 planches + couverture | 05/1960             |
| P 33              | Une Journée bien remplie                              | Coelho     | 7 planches + couverture | 06/1960             |
| P 34              | Pipolin contre Kid le musclé                          | Coelho     | 7 planches + couverture | 07/1960             |
| P 35              | Pipolin et les animaux fantastiques                   | Coelho     | 7 planches + couverture | 08/1960             |
| P 36              | Pipolin dans la jungle                                | Coelho     | 7 planches + couverture | 09/1960             |
| P 37              | Pipolin et le pot au lait                             | Coelho     | 7 planches + couverture | 10/1960             |
| P 38              | Le Grand-père Pipolin XIV                             | Coelho     | 6 planches + couverture | 11/1960             |
| P 39              | L'Arbre de Noël de Pipolin                            | Coelho     | 6 planches              | 12/1960             |
| P 40              | L'Hiver attaque Pipolin                               | Coelho     | 6 planches + couverture | 01/1961             |
| P 41              | Les Mésaventures de Pipolin                           | Coelho     | 6 planches + couverture | 02/1961             |
| P 42              | Une Barbe récalcitrante                               | Coelho     | 6 planches + couverture | 03/1961             |
| P 43              | Pipolin et le poisson d'avril                         | Coelho     | 6 planches + couverture | 04/1961             |
| P 44              | Bonne fête                                            | Coelho     | 6 planches + couverture | 05/1961             |
| P 45              | Pipolin et la partie de pêche                         | Coelho     | 6 planches              | 06/1961             |
| P 46              | Pipolin fête le 14 juillet                            | Coelho     | 6 planches              | 07/1961             |
| P 47              | Le temps des moissons                                 | Coelho     | 6 planches              | 08/1961             |
| P 48              | Gai, gai, cueillons le raisin !                       | Coelho     | 6 planches              | 09/1961             |
| P 49              | Pipolin retourne à l'école                            | Coelho     | 6 planches              | 10/1961             |
| P 50              | Pipolin et l'arche de Noé                             | Coelho     | 6 planches              | 11/1961             |
| P 51              | Pipolin Père Noël                                     | Coelho     | 3 pages                 | 12/1961             |
| P 52              | Pipolin prépare le championnat                        | Luda       | 3 pages                 | 01/1962             |
| P 53              | Des Ennuis pour Pipolin                               | Luda       | 3 pages                 | 02/1962             |
| P 54              | Qui a fait le printemps ?                             | Luda       | 3 pages                 | 03/1962             |
| P 55              | Comme dans un conte...                                | Luda       | 3 pages                 | 04/1962             |
| P 56              | Champion malgré lui                                   | Luda       | 3 pages                 | 05/1962             |
| P 57              | A qui la faute ?                                      | Luda       | 3 pages                 | 06/1962             |
| P 58              | Son et lumière                                        | Luda       | 3 pages                 | 07/1962             |
| P 59              | Pipolin gardien du phare                              | Luda       | 3 pages                 | 08/1962             |
| P 60              | Le Grand Départ                                       | Luda       | 3 pages                 | 09/1962             |
| P 61              | Pipolin et le modèle réduit                           | Coelho     | 4 planches              | 10/1962             |
| P 62              | Pipolin et la composition                             | Coelho     | 4 planches              | 11/1962             |
| P 63              | Père Noël et compagnie                                | Coelho     | 4 planches              | 12/1962             |
| P 64              | Sports d'hiver                                        | Coelho     | 4 planches              | 01/1963             |
| P 65              | Pipolin et la faim sans fin                           | Coelho     | 4 planches              | 02/1963             |
| P 66              | Pipolin fait du nettoyage                             | Coelho     | 4 planches              | 03/1963             |
| P 67              | sans titre                                            | Coelho     | 4 planches              | 04/1963             |
| P 68              | sans titre                                            | Coelho     | 4 planches              | 05/1963             |
| P 69              | sans titre                                            | Coelho     | 4 planches              | 06/1963             |
| P 70              | sans titre                                            | Coelho     | 4 planches              | 07/1963             |
| P 71              | sans titre                                            | Coelho     | 4 planches              | 08/1963             |
| P 72              | Pipolin cordon bleu                                   | Coelho     | 4 planches              | 09/1963             |

- Couvertures et dos des recueils Pipolin n°1 à 12 (dessin).

### Adaptation
En 1959, les Éditions Spéciales Sonores sortent quatre disques souples 45 tours, avec des héros des éditions Vaillant : Riquiqui, Roudoudou et Pipolin. Deux de ces disques sont des adaptations de Pipolin : Pipolin voyage (ESS I) et Pipolin et le cirque (ESS IV). Tout comme Riquiqui et Roudoudou, il existe un ou plusieurs films fixes en couleurs de Pipolin, réalisés par Vaillant.

### Produits dérivés
- Figurines latex Pipolin[N 2], Ex.In.Co., fin des années 1950 : Pipolin, Nouche, Jo.
- Porte-manteau Pif et Pipolin, L'Humanité, fin des années 1950
- La Pêche miraculeuse de Pipolin, film fixe couleurs, Vaillant.
- Diplome Pipolin, Vaillant, 1959 (ou avant ?)
- Pipolin s'anime, supplément au Pipolin no 14, 1958 (également disponible en supplément au Roudoudou no 101, 1959).
- Buvard Pipolin[N 2], Vaillant, 1960.
- Chapeau de plage Pipolin[N 2], Vaillant, années 1960.
- Carte postale Pipolin[N 3], Service abonnement Vaillant, 1962 (?).